# Isabelle Allen
Isabelle Lucy Allen (Salisbury, 16 marzo 2002) è un'attrice britannica.

## Biografia
Ha fatto il suo debutto cinematografico a 9 anni, nel film Les Misérables in cui ha interpretato l'allora giovane Cosette, figlia di Fantine (Anne Hathaway). Per tale ruolo si è aggiudicata uno Young Artist Award come Miglior attrice giovane non protagonista di 10 anni o meno.
Nel 2014 ha recitato nel film Lady of Csejte.

## Filmografia

### Cinema
- Les Misérables, regia di Tom Hooper (2012)
- Lady of Csejte, regia di Andrei Konst (2014)
- The Contract, regia di Nic Auerbach (2015)
- Let's Be Evil, regia di Martin Owen (2016)
- Killers Anonymous, regia di Martin Owen (2019)
- Milarepa, regia di Louis Nero (2025)

### Televisione
- Hetty Feather - serie TV (2015-2017)
- Safe - serie TV (2018)
- In the Long Run - serie TV (2018-2019)
- Cercami a Parigi - serie TV (2020)

## Doppiatrici italiane
Nelle versioni in italiano dei suoi film, Isabelle Allen è stata doppiata da:
- Arianna Vignoli in Safe